# コンフォートホテル岐阜
コンフォートホテル岐阜（コンフォートホテルぎふ）は、東海旅客鉄道（JR東海）岐阜駅北口にある岐阜市の優良建築物等整備事業で建設されたビル「リブラ21」に入居するホテルである。2002年に着工、2004年2月オープン。客室数は219室。

## 優良建築物等整備事業概要

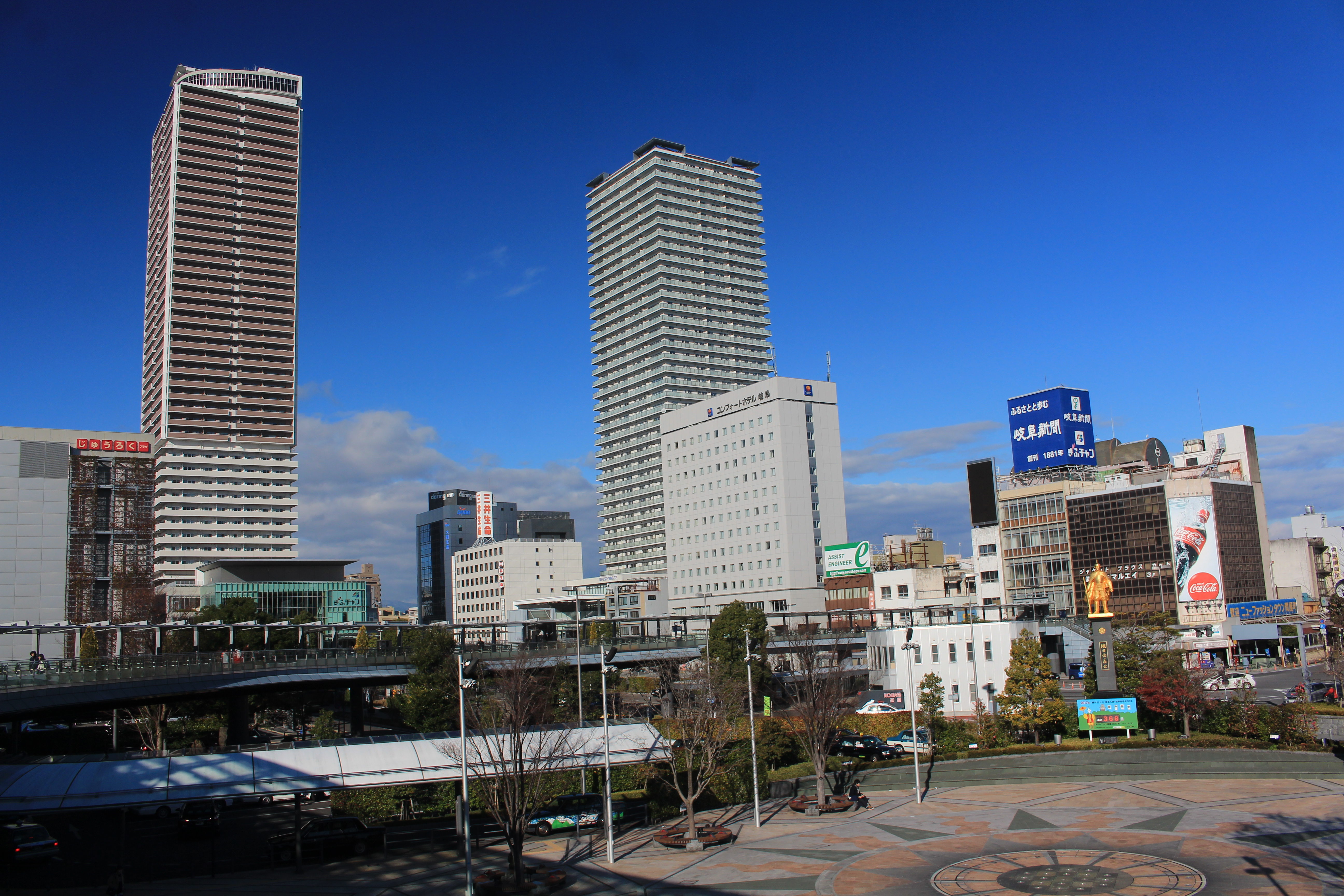
岐阜駅北口から望む岐阜シティ・タワー43（左）と岐阜スカイウイング37（中央奥）、コンフォートホテル岐阜（中央）

- 施行者　マルセンビル有限会社
- 事業期間　平成11年度～平成16年3月
- 地区面積　約0.22ha
- 敷地面積　約1,300m2
- 延床面積　約8,600m2
- 規模構造　地上13階・S造
- 総事業費　25億円